# Lac de Cauquenes
Pour les articles homonymes, voir Cauquenes.

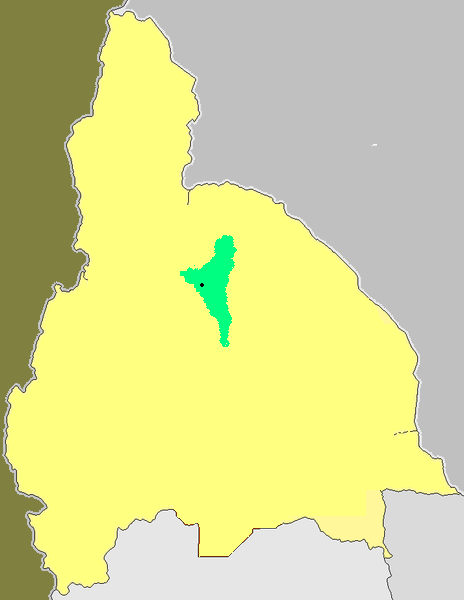
La zone verte représente la situation du Valle de Jáchal, au sein de la province de San Juan.

Le Barrage de Cauquenes (en espagnol Embalse Cauquenes) en Argentine est un barrage situé dans le département de Jáchal, au nord de la province de San Juan
Il est situé au niveau du confluent entre le río Huaco (affluent de droite du río Bermejo-Vinchina) et de son affluent, le río de las Carretas, au centre-nord de la province de San Juan, à 180 km de la ville de San Juan et à 21 km de San José de Jáchal.
Il a été construit au début du cañón du río Huaco a 1.108 mètres d'altitude. Il a formé un lac-réservoir d'une superficie de 3,34 km2.
L'eau de ce réservoir est utilisée pour faciliter l'irrigation du Valle de Jáchal.
Le vaste lac de retenue constitue une base touristique importante pour le nord de la province.

## Étymologie
En espagnol, Cauquenes signifie Ouettes, oiseaux du genre Chloephaga appartenant à la famille des Anatidae.